# 長滝白山神社
長滝白山神社（ながたきはくさんじんじゃ）は、岐阜県郡上市白鳥町長滝に鎮座する神社である。霊峰白山を御神体とする。日本各地に分布する白山神社の中心的な神社の一つで白山信仰における美濃国側の中心である。

## 概要
明治維新以前は白山中宮長瀧寺（はくさんちゅうぐうながたきでら）と称したが、明治時代の神仏分離により、長滝白山神社と長瀧寺に分離された。神仏分離後も長滝白山神社と長瀧寺は同一境内にあり、参道も同じである（参道から左側が長瀧寺、右側が長滝白山神社）。
社号は白山長滝神社と呼ぶ場合もある。宗教法人としての登録名は「白山神社」。旧社格は県社。
白山:美濃禅定道における白山中居神社・洲原神社とともに白山信仰の中心である。
明治期には火災に見舞われ一部の宝物を失うが、現在も長瀧寺と共に白山信仰に関わる国・県・市指定の多数の文化財を伝えている。

## 祭神
- 菊理媛神（白山比咩神・白山権現）
- 伊弉諾尊
- 伊弉冉尊

## 沿革
霊峰白山を神体山と仰ぎ、白山信仰の表日本における一大拠点であり、いわゆる美濃馬場とはこの地のことである。
伝承によれば養老元年（717年）、白山中宮長瀧寺として泰澄が創建したとされる。同6年には同寺にて元正天皇の病気平癒を祈願して効験があったことから、元正自作の十一面観音、聖観音、阿弥陀如来の本地仏を安置し、白山本地中宮長瀧寺に改称したという。
天長5年（828年）にはそれまでの法相宗から天台宗寺院へ改宗。同9年には白山三馬場の一つになる（『白山之記』）。馬場とは禅定道の起点のことであり、白山三馬場とは、美濃国の白山中宮長瀧寺、加賀国の白山寺白山本宮（現在の白山比咩神社）、越前国の白山中宮平泉寺（現在の平泉寺白山神社）である。平安時代の長瀧寺は、白山三所、若宮社、大講堂、鐘楼、護摩堂、神楽殿、三重塔、法華堂、薬師堂など30以上の堂宇が建ち、6谷6院360坊を有していたという。文永8年（1271年）には火災により半数の建物を焼失。正応3年（1290年）には本殿が再建された。
宝徳2年（1450年）には比叡山延暦寺西塔院南尾一切経蔵院の末寺となる。
江戸時代には白山嶺上の管理を巡り、美濃馬場の白山本地中宮長瀧寺、加賀馬場の白山寺白山本宮、越前馬場の白山中宮平泉寺との論争が起きる。日本全国の白山神社の半数以上が白山本地中宮長瀧寺系統の白山神社であったという。
慶応4年（明治元年、1868年）、神仏分離令により、長滝白山神社と長瀧寺に分離した。白山本地中宮長瀧寺の建物のうち、白山三社、拝殿は長滝白山神社となり、大講堂、薬師堂、弁天堂、鐘楼、経蔵などは長瀧寺となる。明治32年（1899年）に火災で社殿を焼失し、現在の建物は大正時代の再建である。
長滝白山神社、長瀧寺、阿名院が共同で設置した宝物殿（瀧宝殿）は、2018年（平成30年）に郡上市に寄附され、郡上市の施設白山瀧宝殿となっている。

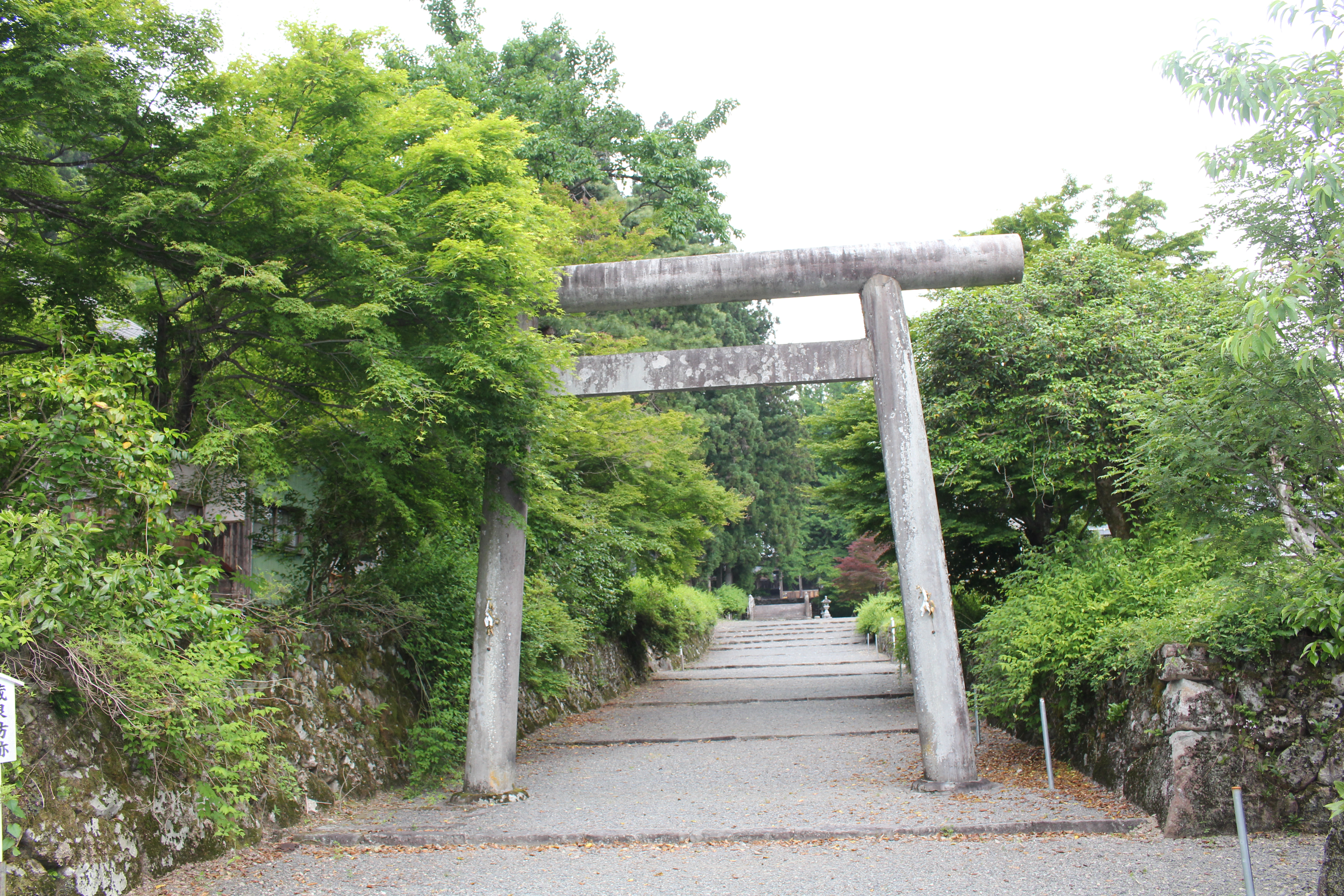
神明鳥居
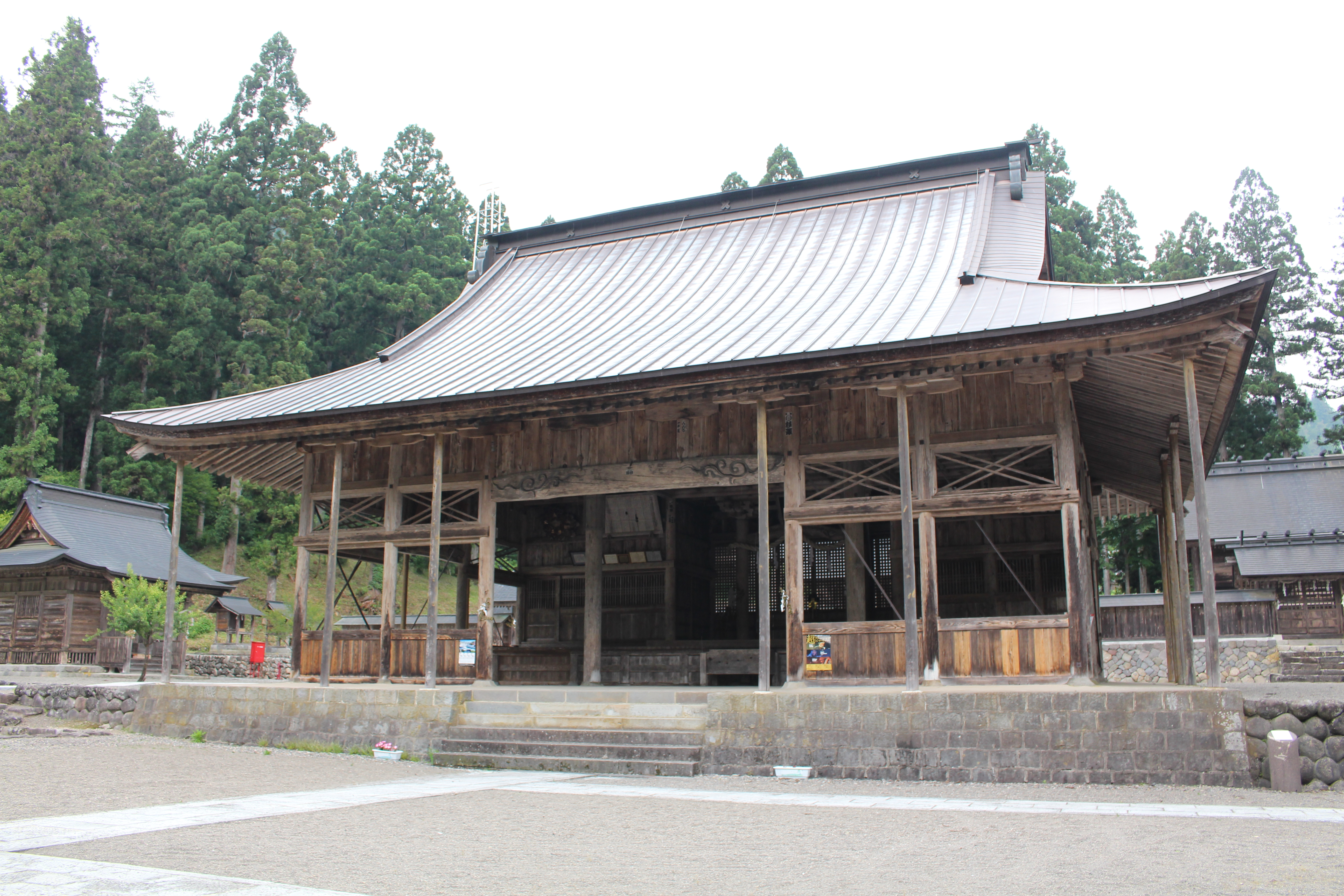
拝殿
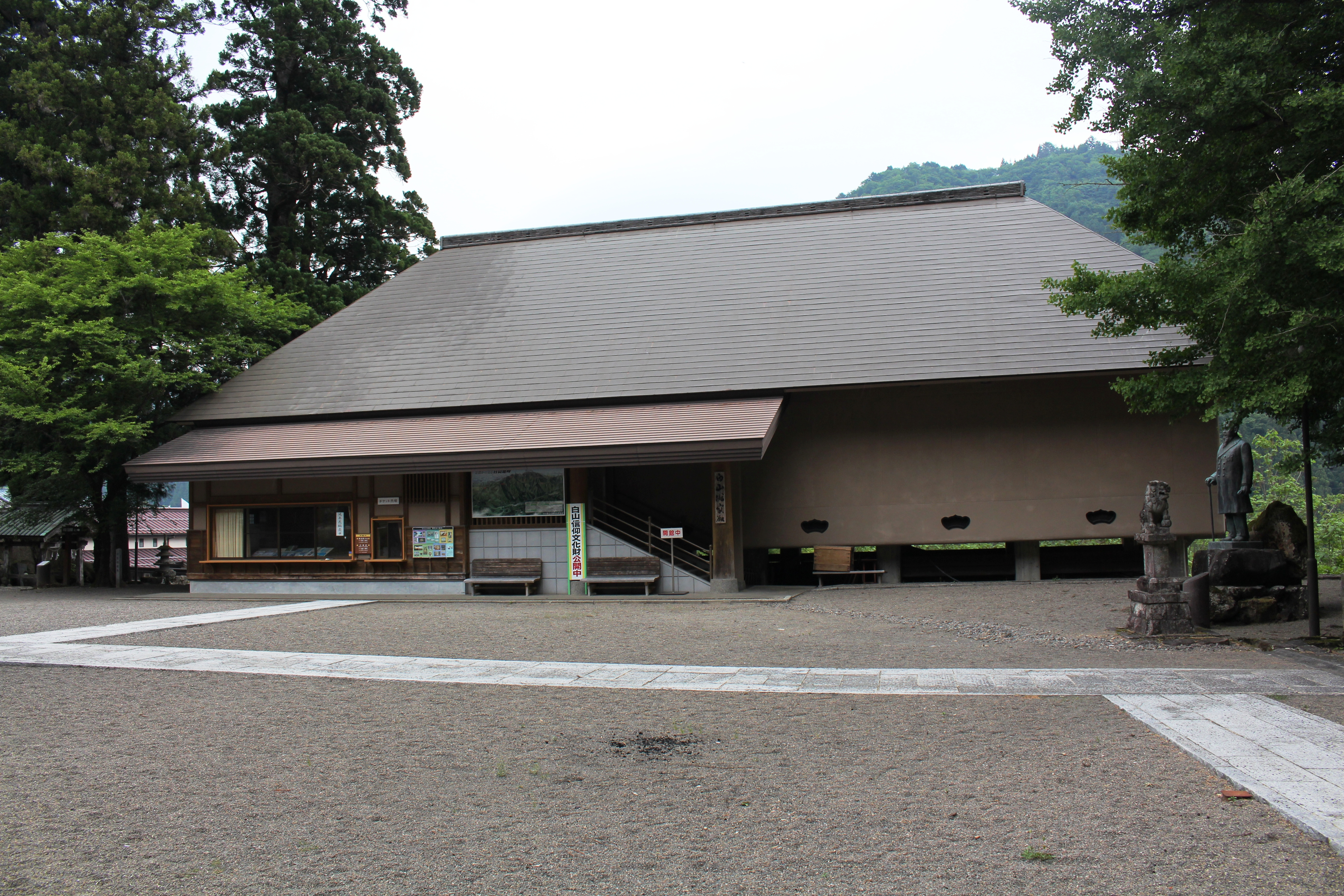
瀧宝殿（現・白山瀧宝殿）
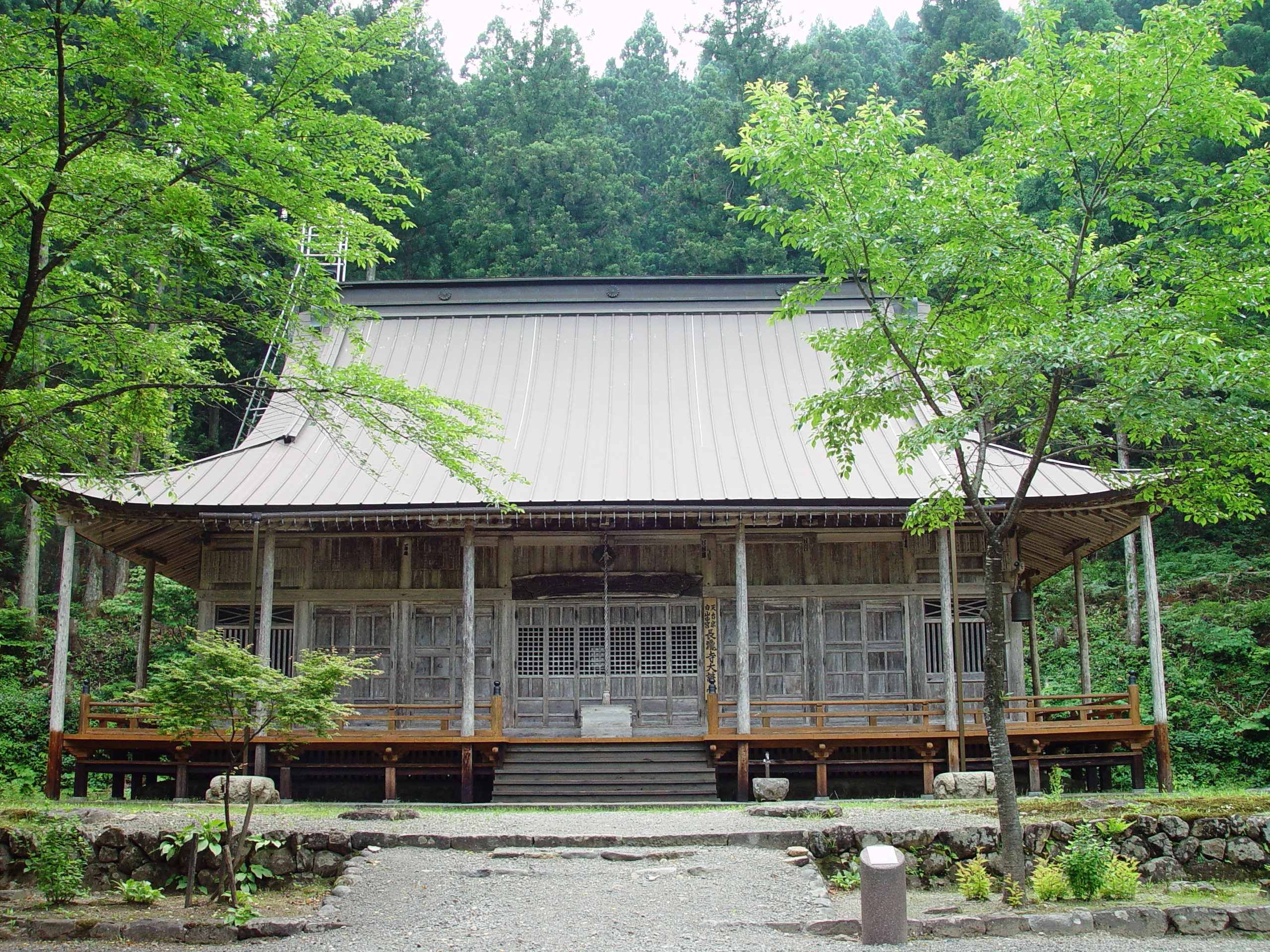
隣接する長瀧寺の大講堂

## 祭事
- 1月6日：六日祭（花奪い祭）
  - 重要無形民俗文化財に指定されている長滝の延年の舞の途中で、拝殿の土間天井に吊された桜、菊、椿、牡丹、芥子の花輪を奪いあう祭り[1]。
- 5月5日：でででん祭り
  - 豊作、豊蚕、無病息災を祈願する祭り。独特の太鼓を敲く音から、でででん祭りと呼ばれる。

## 文化財
一部は白山瀧宝殿・白山文化博物館で保管公開されている。

### 重要文化財（国指定）

#### 彫刻
- 木造古楽面 27面[2] 鎌倉時代後期〜江戸時代後期

#### 工芸品
- 古瀬戸黄釉瓶子 2口[3] 鎌倉時代後期
- 鉄蛭巻手鉾[4] 鎌倉時代後期
- 鉄製斧 木柄付[5] 鎌倉時代後期
- 銅仏餉鉢 3口[6] 鎌倉時代後期〜南北朝時代
- 石燈籠　鎌倉時代後期（正安4年（1302年））
- 黄地蝶梅文様繍狩衣・黄地牡丹文様繍狩衣[7] 江戸時代初期

### 岐阜県指定文化財

#### 彫刻
- 木造狛犬[8] 鎌倉時代後期

#### 工芸品
- 朱根来瓶子[9] 鎌倉時代後期
- 木造唐櫃[10] 鎌倉時代後期
- 和鏡 12面[11] 鎌倉時代後期〜安土桃山時代

#### 絵画
- 絹本著色聖武天皇真影[12] 室町時代中期

### 郡上市指定文化財

#### 彫刻
- 木造男神坐像（室町時代中期）
- 木造狛犬（南北朝時代）
- 銅造菩薩坐像（江戸時代）

#### 工芸品
- 陣羽織
- 鉄製釣灯籠 一口（室町時代）
- 鉄製釣灯籠 ニ口（江戸時代）
- 金剛獅子牡丹文兵庫鎖太刀（鎌倉時代）
- 遠藤常友奉納太刀（江戸時代）

#### 絵画
- 絹本著色白山曼荼羅図（江戸時代）

### 重要無形民俗文化財（国指定）
- 長滝の延年

### 岐阜県指定天然記念物
- 白山神社のスギ[13]

## 所在地
- 岐阜県郡上市白鳥町長滝138

## 周辺
- 徒歩5分で白山文化博物館があり、白山信仰や白鳥町の歴史が展示されている。
- 徒歩4分で道の駅白山文化の里長滝があり、地域の産物や土産物を販売している。

## 交通

### 公共交通機関
- 長良川鉄道越美南線 白山長滝駅より徒歩で約5分。
- 郡上市自主運行バス：白鳥ひるがの線（旧・名金急行線）「長滝神社前」停留所下車。

### 自動車
- 国道156号、道の駅白山文化の里長滝の北、約500m。